# Dave Romney
Dave Romeny (Irvine, 12 giugno 1993) è un calciatore statunitense, difensore dei S.J. Earthquakes.

## Biografia
È il nipote di Mitt Romney, candidato repubblicano alle elezioni presidenziali negli Stati Uniti d'America del 2012, sconfitto dall'ex presidente Barack Obama e governatore dello Stato del Massachusetts dal 2003 al 2007.

## Carriera
Nel marzo 2015 fa il suo esordio da professionista in USL contro i Sacramento Republic FC.
Il 5 agosto 2015 firma con i Los Angeles Galaxy.
Il 12 novembre 2019 viene ingaggiato dalla nuova franchigia Nashville nella fase dei Trade.

## Statistiche

### Presenze e reti nei club
Statistiche aggiornate al 12 giugno 2018.
| Stagione                  | Squadra                   | Campionato                | Campionato | Campionato | Coppe nazionali | Coppe nazionali | Coppe nazionali | Coppe continentali | Coppe continentali | Coppe continentali | Altre coppe | Altre coppe | Altre coppe | Totale | Totale |
| Stagione                  | Squadra                   | Comp                      | Pres       | Reti       | Comp            | Pres            | Reti            | Comp               | Pres               | Reti               | Comp        | Pres        | Reti        | Pres   | Reti   |
| ------------------------- | ------------------------- | ------------------------- | ---------- | ---------- | --------------- | --------------- | --------------- | ------------------ | ------------------ | ------------------ | ----------- | ----------- | ----------- | ------ | ------ |
| 2015                      | Los Angeles Galaxy II     | USL                       | 17         | 1          | USOC            | -               | -               |                    | -                  | -                  |             | -           | -           | 17     | 1      |
| 2015                      | Los Angeles Galaxy        | MLS                       | 5          | 0          | USOC            | -               | -               | CCL                | 4                  | 0                  |             | -           | -           | 9      | 0      |
| 2016                      | Los Angeles Galaxy        | MLS                       | 10         | 0          | USOC            | 4               | 1               | CCL                | 1                  | 0                  |             | -           | -           | 15     | 1      |
| 2016                      | Los Angeles Galaxy II     | USL                       | 7          | 1          | USOC            | -               | -               |                    | -                  | -                  |             | -           | -           | 7      | 1      |
| 2017                      | Los Angeles Galaxy        | MLS                       | 29         | 2          | USOC            | 3               | 0               |                    | -                  | -                  |             | -           | -           | 32     | 2      |
| 2018                      | Los Angeles Galaxy        | MLS                       | 9          | 0          | USOC            | 1               | 0               |                    | -                  | -                  |             | -           | -           | 10     | 0      |
| Totale Los Angeles Galaxy | Totale Los Angeles Galaxy | Totale Los Angeles Galaxy | 53         | 2          |                 | 8               | 1               |                    | 5                  | 0                  |             | -           | -           | 66     | 3      |
| Totale carriera           | Totale carriera           | Totale carriera           | 77         | 4          |                 | 8               | 1               |                    | 5                  | 0                  |             | -           | -           | 90     | 5      |